# Livia Stanciu
Pour les articles homonymes, voir Stanciu.
Livia Doina Stanciu (née le 5 octobre 1956) est une juriste roumaine présidente de la Haute Cour de justice et de cassation depuis 2009 jusqu'à aujourd'hui[Quand ?].